# Ytri-Rangá
L' Ytri-Rangá (in lingua islandese: Rangá esterno) è un fiume che scorre nella regione del Suðurland, nella parte meridionale dell'Islanda.

## Descrizione
L'Ytri-Rangá si origina a nord del vulcano Hekla ed ha una lunghezza complessiva di oltre 55 km. Circa 10 km a sud del villaggio di Hella va a confluire nel Þverá, dove pochi chilometri prima è già confluito l'Eystri-Rangá. Dopo la confluenza con l' Ytri-Rangá, il Þverá cambia il nome in Hólsá e come tale va sfociare in mare dopo 11 km.
È un fiume popolare per la pesca al salmone.